# Kaninë
Kaninë est un village de la préfecture de Vlorë, au sud-ouest de l'Albanie.
Lors de la réforme du gouvernement local de 2015, Kaninë est devenu une partie de la municipalité de Vlorë. 
Il est connu pour être le site du château de Kaninë.

## Nom
Selon une théorie, un fort que Procope identifie comme Kionin en Épire Vétus pourrait être une référence à Kaninë,. L'autre point de vue soutient que le nom du village fortifié de Kaninë est attesté pour la première fois au début du XIe siècle. en grec byzantin sous la forme plurielle τὰ Κάνινα. Bardhyl Demiraj soutient que le toponyme est important pour l'histoire de la langue albanaise puisque Kanina représente un toponyme qui ne montre aucun signe du phénomène dialectal du rhotacisme, ce qu'il explique par le fait que la localité a été enregistrée sous le nom de Kanina à une période pendant laquelle le rhotacisme en albanais n'était plus actif pendant un certain temps. En revanche, le nom de la ville voisine de Vlorë, attesté plus tôt, était soumis au rhotacisme albanais.

## Histoire
Le village de Kaninë s'est développé au pied des fortifications du château de Kaninë, perché au sommet d'une colline, qui surplombe le village. La première phase du fort remonte à la fin du IVe/début du IIIe siècle avant J.-C. et est liée au développement de sites fortifiés dans la région par les tribus illyriennes,. Kaninë constituait la principale voie d'accès des Amantes à la mer. Le site de Kaninë a été proposé comme emplacement possible du site antique non identifié de Thronium, alternativement le site de Triport a été proposé comme emplacement possible pour Thronium. La stratigraphie du site indique fortement que les vestiges des murs de la première phase ont été utilisés pour sa reconstruction à la fin de l'Antiquité. Les données archéologiques coïncident avec les efforts de reconstruction de Justinien au VIe siècle de notre ère. L'un des forts que Procope identifie comme Kionin en Épire Vetus peut être une référence à Kaninë,.
Au début du Moyen Âge, le site semble avoir été abandonné et très peu d'activité est archéologiquement visible à proximité. Kaninë et Vlora ont probablement connu une revitalisation au XIe siècle. À cette époque, la forteresse reconstruite et agrandie de Kaninë a dû acquérir un « caractère de plus en plus défensif et administratif » dans la région. Aux XIe et XIIe siècles, Kaninë (grec moderne : τὰ Κάνινα) avec Jéricho (Oricum) et Aulon, elle formait une province byzantine. Sous le nom de Provincia Jericho et Caninon, elle apparaît dans la chrysobulle impériale accordée à Venise en 1198 par Alexis III Ange. Au XIIIe siècle, elle faisait partie du despotat d'Épire, jusqu'à ce que Michel II Comnène Doukas la donne en dot à sa fille Hélène Angélina Doukaina lorsqu'elle épousa le roi Manfred de Sicile en 1258. Dans la décennie 1280, Kaninë est disputée entre l'Empire byzantin et les Angevins. Le poète contemporain Manuel Philis rappelle dans ses œuvres la campagne du protostrator Michael Glabas Tarchaneiotis. Elle resta ensuite partie du royaume de Sicile, avec Aulon, au moins jusqu'aux années 1330.

## Personnalités remarquables
- Donika Kastrioti
- Ismail Qemali[14], diplomate, homme politique, homme d'État et père fondateur de l'Albanie.